# チャップリンの掃除番
『チャップリンの掃除番』(The Bank) は、チャーリー・チャップリンのエッサネイ社における10作目のサイレント映画。1915年公開。本作は、『チャップリンの失恋』で見せたスラップスティック調のコメディ映画からの脱却と、より高いドラマ性、物悲しいエンディングなどを継承した作品である。チャップリンは銀行の掃除番を演じ、エドナ・パーヴァイアンスが銀行の秘書を演じている。内容は、チャップリン演じる掃除番が秘書の女性 (エドナ)に恋をし、その恋が成就したと思いきや、実は全て夢であったというもの。撮影はエッサネイ社のロサンゼルスのスタジオで行われた。

## キャスト
- チャーリー・チャップリン － 銀行の掃除番チャーリー
- エドナ・パーヴァイアンス － 秘書エドナ
- カール・ストックデール － 現金出納係チャールズ
- ビリー・アームストロング － 掃除番の同僚
- チャールズ・インズリー － 銀行の支配人
- ローレンス・A・バウズ － 重要な顧客
- バド・ジェイミソン － 銀行強盗の首領
- フレッド・グッドウィンズ － 銀行の門番・銀行強盗 (二役)
- パディ・マクガイア － 銀行強盗
- ロイド・ベーコン － 〃
- フランク・J・コールマン － 〃
- ジョン・ランド － セールスマン
- レオ・ホワイト － 銀行の顧客
- ウェズリー・ラッグルズ － 〃
- キャリー・クラーク・ウォード － 〃

### 日本語放送
チャップリンのデビュー100周年を記念し、日本チャップリン協会監修のもと、活動弁士の坂本頼光による活弁版が製作された。
初回放送2014年11月30日スター・チャンネル。